# Ilaria Spada
Ilaria Spada (Latina, 27 febbraio 1981) è un'attrice, conduttrice televisiva e ballerina italiana.

## Biografia
Nata da padre italiano e madre di origine tunisina, ha studiato per diversi anni danza classica e canto, e ha conseguito il diploma di maturità classica.

### Carriera
Nel 1998 partecipa al concorso di Miss Italia, dove viene eletta Miss Eleganza. Ancora nella fase iniziale della carriera, nel 2000 recita nel film Via del Corso, per la regia di Adolfo Lippi, mentre l'anno dopo conduce i collegamenti esterni della maratona televisiva Telethon su Rai 1. Successivamente nel 2002 partecipa su Canale 5 alla trasmissione Veline, nata per selezionare le nuove veline di Striscia la notizia, dove arriva a classificarsi tra le otto finaliste. Sempre nello stesso anno prende parte alla conduzione della 45ª edizione dello Zecchino d'Oro e dei relativi speciali (come il natalizio Aspettando Gesù Bambino), insieme a Cino Tortorella e Heather Parisi, su Rai 1.
L'anno seguente è scelta come prima ballerina della trasmissione Ciao Darwin di Canale 5, insieme con Valentina Olla, e nel 2004 partecipa alla trasmissione Libero, con Teo Mammucari ed Elisabetta Gregoraci, e a Bubusette, condotto da Marco Balestri, entrambe su Rai 2. Nello stesso anno, in occasione del campionato europeo di calcio, conduce, insieme con Gianni Ippoliti, sul canale del digitale terrestre Rai Azzurri (creato per l'occasione sulle frequenze di Rai Utile) degli speciali giornalieri che seguono l'attività dei giocatori della nazionale italiana; sempre lo stesso anno presenta in agosto su Rai 2 Atene, Atene, trasmissione sui giochi olimpici estivi di Atene. Da qui in avanti, inizia a dedicarsi prettamente alla recitazione.
Alla fine del 2006 ricopre il ruolo di un vigile del fuoco nella serie televisiva di Canale 5 Codice rosso. Nell'aprile successivo è fra i protagonisti della serie TV di Rai 1 Provaci ancora prof!, con Veronica Pivetti ed Enzo De Caro. Nel 2008 recita nella serie TV Don Matteo interpretando il ruolo ricorrente di Amanda, è nel cast della serie Raccontami e ancora in Provaci ancora prof; inoltre è nelle sale cinematografiche con il film Questa notte è ancora nostra. Nella stagione 2008-2009 è in tournée con la commedia musicale Pipino il Breve di Tony Cucchiara, in cui interpreta il ruolo di Berta, con Tuccio Musumeci, Pippo Pattavina, Anna Malvica e Mirko Petrini.
Nel 2010 recita nella serie TV R.I.S. Roma - Delitti imperfetti nel ruolo ricorrente di Milena Spano. Nel 2014 è nel cast dei film Un matrimonio da favola, di Carlo Vanzina, e Arance e martello, di Diego Bianchi, mentre l'anno seguente, ancora al cinema, è nelle pellicole Se Dio vuole, Tutte lo vogliono e Vacanze ai Caraibi, diretta rispettivamente da Edoardo Falcone, Alessio Maria Federici e Neri Parenti. Nel 2018 è nel cast di Immaturi - La serie e nel 2019 nel film Tutta un'altra vita.

## Vita privata
Nel giugno 2011, dopo pochi mesi di legame, ha annunciato di essere incinta del compagno Kim Rossi Stuart; nel novembre successivo è quindi nato il suo primogenito. La coppia è convolata a nozze nel marzo 2019, prima di dare alla luce il secondogenito nel luglio dello stesso anno. Nel febbraio 2022 nasce la terzogenita della coppia.

## Filmografia

### Cinema
- Via del Corso, regia di Adolfo Lippi (2000)
- Scusa ma ti chiamo amore, regia di Federico Moccia (2008)
- Questa notte è ancora nostra, regia di Paolo Genovese e Luca Miniero (2008)
- Come trovare nel modo giusto l'uomo sbagliato, regia di Salvatore Allocca e Daniela Cursi Masella (2011)
- Un matrimonio da favola, regia di Carlo Vanzina (2014)
- Arance e martello, regia di Diego Bianchi (2014)
- Se Dio vuole, regia di Edoardo Falcone (2015)
- Tutte lo vogliono, regia di Alessio Maria Federici (2015)
- Gli ultimi saranno ultimi, regia di Massimiliano Bruno (2015)
- Vacanze ai Caraibi, regia di Neri Parenti (2015)
- Tutta un'altra vita, regia di Alessandro Pondi (2019)
- Una famiglia mostruosa, regia di Volfango De Biasi (2021)
- Notti in bianco, baci a colazione, regia di Francesco Mandelli (2021)
- Gli idoli delle donne, regia di Lillo & Greg (2022)
- Ritorno al presente, regia di Toni Fornari e Andrea Maia (2022)
- Brado, regia di Kim Rossi Stuart (2022)
- Un matrimonio mostruoso, regia di Volfango De Biasi (2023)
- In fuga con Babbo Natale, regia di Volfango De Biasi (2023)
- Poveri noi, regia di Fabrizio Maria Cortese (2025)
- Cinque secondi, regia di Paolo Virzì (2025)

### Televisione
- Un ciclone in famiglia – serie TV, episodio 1x02 (2005)
- Codice rosso – serie TV, 12 episodi (2006)
- Nati ieri – serie TV (2006-2007)
- Camera Café – sitcom, episodio 4x124 (2007)
- Provaci ancora prof! – serie TV, 14 episodi (2007-2008)
- Don Matteo – serie TV (2008-2009)
- Raccontami – serie TV, 20 episodi (2008)
- R.I.S. Roma - Delitti imperfetti – serie TV, 5 episodi (2010)
- Cenerentola, regia di Christian Duguay – miniserie TV (2011)
- La dama velata – serie TV (2015)
- Immaturi - La serie – serie TV, 8 episodi (2018)
- Che Dio ci aiuti – serie TV, 7 episodi (2019)
- Doc - Nelle tue mani – serie TV, episodio 1x13 (2020)

## Teatro
- Pipino il breve, regia di Giuseppe Di Martino (2008-2009)
- Quelle due ovvero La calunnia, di Lillian Hellman, regia di Luciano Melchionna (2012)

## Programmi TV
- Miss Italia (1998)
- Telethon (2001)
- Veline (2002)
- Zecchino d'Oro (2002)
- Aspettando Gesù Bambino (2002)
- Ciao Darwin (2003)
- Rai Azzurri (2004)
- Libero (2004)
- Bubusette (2004)
- Atene, Atene (2004)